# Antocianina 6''-O-maloniltransferasi
La antocianina 6′′-O-maloniltransferasi è un enzima appartenente alla classe delle transferasi, che catalizza la seguente reazione:
malonil-CoA + un'antocianidina 3-O-β-D-glucoside ⇄ CoA + un'antocianidina 3-O-(6-O-malonil-β-D-glucoside)
L'enzima agisce sul pelargonidina 3-O-glucoside nella dalia (Dahlia variabilis), delfinidina 3-O-glucoside, e sul cianidina 3-O-glucoside nella petunia transgenica (Petunia hybrida).